# Tour della nazionale maschile di rugby a 15 della Francia 1954
Dopo l'esperienza del 1949, la nazionale di rugby a 15 della Francia torna in Argentina per disputare un tour ricco di soddisfazioni e di successo di pubblico

## Il team
- René Crabos (capo delegazione)
- Marcel Laurent (delegato)
- PauL labadie
- Jean Bichindaritz
- Renè Bienes René (Capitano),
- Philibert Capitani
- Bernard Chevallier
- Yves Duffaut
- Michel Celaya
- Jean Barthe
- Pierre Danos
- Abdrè Haget
- Andrè Morel
- Gerard Murillo
- Roger Martine
- Lucien Roge
- Michel Vannier
- Andrè Boniface
- Jacques Meynard
- Robert Bassauri
- Jacques Barbe
- Andre Berilhe
- Henrie Lazies
- Jean Benetiere

## Risultati
| Arbitro: | Eduardo Fornés |

|                                                   |           |                                                                                                 |
| mete: Gahan trasf.: Elía c.p.: Elía 2 Drop: Bazán | Marcatori | mete: Duffaut, Celaya Murillo, Bienés Rogé (2) trasf.: Vannier c.p.: Vannier (2) Drop: de Haget |

| Arbitro: | R. Molteni |

|                |           |                                                                               |
| c.p.: I. Comas | Marcatori | mete: Rogé (3), Barthe Duffaut, Bienész Haget trasf.: Vannier 4 c.p.: Vannier |

| Arbitro: | J. Gutiérrez |

|                |           |                                                                   |
| c.p.: Frigerio | Marcatori | mete: Boniface , Celaya Murillo trasf.: Vannier (2) c.p.: Vannier |

| Arbitro: | J. Bony de Cabaret |

|  |           |                            |
|  | Marcatori | mete: Bienés c.p.: Meynard |

| Arbitro: | Eric Kember |

|                              |           |                                                    |
| mete: Santiago c.p.: Comotto | Marcatori | mete: Chevallier, Bienés Danos trasf.: Vannier (3) |

| Arbitro: | J. Gutiérrez. |

|                                                                           |           |  |
| mete: Rogó , Celaya Berilhe, Barthe trasf.: Vannier (2) c.p.: Vannier (2) | Marcatori |  |

| Arbitro: | E. Fornés |

|                                              |           |                                                                            |
| mete: Hugghes trasf.: Ehrman c.p.: Bernacchi | Marcatori | mete: Murillo, Bienés(2) trasf.: Vannier (2) c.p.: Vannier (2) Drop: Danos |

| Arbitro: | R. Molteni |

|  |           |                 |
|  | Marcatori | mete: de Bienés |

| Arbitro: | J. Gutiérrez |

|                |           |                                            |
| c.p.: Frigerio | Marcatori | mete: Bienés c.p.: Bienés (2) Drop: Bienés |

| Arbitro: | R. Molteni |

|               |           |                                       |
| mete: Yustini | Marcatori | mete: Bienés , Lazies trasf.: Vannier |

| Arbitro: | E. Fornés |

|               |           |                                                                                           |
| mete: Salinas | Marcatori | mete: Boniface (2),Bienés Rogé , Morel trasf.: Vannier (3) c.p.: Vannier Drop: Vannier(2) |

| Santiago del Cile 18 settembre 1954 | Cile | 3 – 34 | Francia XV | Prince of Wales CC |